# 马库斯·费尔纳尔迪·吉德翁
马库斯·费尔纳尔迪·吉德翁（1991年3月9日—），印尼男子羽毛球運動員，專長男雙項目。（備註：2016年5月前的官方使用的名字順序為：吉德翁·马库斯·费尔纳尔迪）。在世界排名，他曾与現役搭档凯文·桑加亚·苏卡穆约的组合最高排名第一（注：东京奥运）。被广大球迷誉为「小黄人」的绰号。。

## 簡歷
2012年4月，吉德翁出戰大阪羽毛球國際挑戰賽，與阿格里皮纳·普里玛·罗曼托·普特拉合作贏得男子雙打亞軍。
2013年10月，吉德翁与马尔基斯·基多出戰法國羽毛球超級賽，在男雙決賽以2比0（21-16、21-18）擊敗赛会4号种子马来西亚的古健傑/陳文宏，奪得其首個國際超级系列賽冠軍。

### 2015年 赢得黄金赛
2015年吉德翁開始与凯文·桑加亚·苏卡穆约搭档男雙。同年10月，二人出戰中華台北羽毛球黃金大獎賽，在男雙決賽以2比0（21-16、21-18）擊敗赛会4号种子马来西亚的云天豪/林钦华，奪得首個國際黄金大奖賽冠軍。

### 2016年 与新搭档首得超级赛冠军
2016年3月，吉德翁与凯文·桑加亚·苏卡穆约出戰印度羽毛球超级賽，在男雙決賽以2比0（21-17、21-13）擊敗队友安加·普拉塔玛/里奇·卡兰达·苏华迪，这也是俩人合作以来奪得其首個超级系列赛冠军。
同年6月，二人出戰澳洲羽毛球超級賽，在男雙決賽以2比0（21-14、21-15）擊敗队友安加·普拉塔玛/里奇·卡兰达·苏华迪，拿得冠軍。同年11月，二人出戰中國羽毛球首要超級賽，在男雙決賽以2比0（20-18、22-20）擊敗丹麦玛蒂亚斯·鲍伊/卡斯腾·摩根森奪冠。

### 2017年 登榜世界第一
2017年3月，吉德翁与凯文·桑加亚·苏卡穆约出戰全英羽毛球首要超級賽，在男雙決賽以2比0（21-19、21-14）横扫中国的李俊慧/刘雨辰，奪得首個國全英赛冠军；夺冠后，二人在3月16日的世界羽联排名中以73,051分榮登男双世界第一的宝座。紧接着，二人出戰印度羽毛球超级賽，在男雙決賽以2比0（21-11、21-15）擊敗队友安加·普拉塔玛/里奇·卡兰达·苏华迪，连续二周赛事夺得冠军。

### 2017世锦赛八强
2017年8月，吉德翁參加苏格兰格拉斯哥舉行的世界羽毛球錦標賽，他和凯文·桑加亚·苏卡穆约出戰男子双打項目。他與凯文·桑加亚·苏卡穆约3號種子身分出戰，故在首圈輪空；但在次圈以2比1（21-13、14-21、21-9）击败中华台北的廖冠皓 /呂佳彬。在第三圈，以2-0 （21-19、21-16）完胜俄罗斯的头号男双弗拉基米尔·伊万诺夫 /伊万·索松诺夫。在八强中，面对赛会6號種子中国的柴飚/洪炜，打满3局以1-2（21-11、19-21、20-22）不敌对手，8强止步。
同年年底，吉德翁和搭檔苏卡穆约獲選為「世界羽聯年度最佳男運動員」。

### 连夺二站冠军
2018年，吉德翁与凯文·桑加亚·苏卡穆约出戰印尼羽毛球大師賽。首圈，以2比0（21-16、21-16）横扫泰国的提恩·伊斯里亚内特/基迪萨·南达什。次圈，上演印尼内战，以2比0（21-16、23-21）拿下队友的利安·阿刚·萨普特拉/亨德拉·塞蒂亚万。八强中，面对赛会7号种子、中華台北的陳宏麟/王齊麟，双方激战三局后，最终以2比1（20-22、21-14、21-14）逆转对手。四强中，迎来了印度新秀组合的萨维克赛拉吉·兰基雷迪/奇拉格·谢提，直落二局以2比0（21-14、21-11）横扫对手出局。决赛中，迎战赛会二号种子、中国的李俊慧/刘雨辰，拥有主场优势的东道主以及多次打败过的对手，以2比1（11-21、21-10、21-16）毫无悬念地赢下本土赛事的男双冠军，成功地接班印尼男双新一代双打奇才。
其后，俩人继续征战下周的印度羽毛球公開賽的赛事。首圈，表现强势以2比0（21-13、21-16）轻取丹麦的卡斯珀·安东森/尼克拉斯·诺尔。次圈，以2比0（21-18、28-26）力压泰国的提恩·伊斯里亚内特/基迪萨·南达什。八强中，以2比0（21-19、21-19）击败了东道主的马奴·阿特里/苏密特·雷迪。四强中，与前头号印尼强档的穆罕默德·阿赫桑/亨德拉·塞蒂亚万率先会师準决赛中，最终表现出超强的接班实力以2比0（21-11、21-16）完全压制了大师兄取胜。决赛中，迎来了赛会4号种子、丹麦的金·阿斯特鲁普/安德斯·斯考劳普·拉斯姆森，更是直落两局以2比0（21-14、21-16），连续二站夺得冠军。

### 卫冕全英
2018年，吉德翁与凯文·桑加亚·苏卡穆约出戰全英羽毛球公開賽。首圈，以2比0（21-16、21-19）轻取队友的安加·普拉塔玛/利安·阿刚·萨普特拉。次圈，以2比1（21-17、20-22、21-13）击败了马来西亚的王耀新/张御宇。八强中，面对赛会7号种子、中華台北的陳宏麟/王齊麟，表现出色以2比0（21-15、21-13）横扫对手出局。四强中，面对赛会6号种子、丹麦次号组合的马德斯·康拉德-彼德森/马德斯·皮勒尔·科尔丁，直落二局以2比0（21-11、21-19）横扫对手。决赛中，迎战赛会二号种子、丹麦头号组合的玛蒂亚斯·鲍伊/卡斯腾·摩根森，表现强势以2比0（21-18、21-17）连续打败两组欧洲最强组合，并且在下周的世界排名中超出了10万积分的世界第一组合。

### 宣布退役
2024年3月9日，吉德翁於Instagram宣布退役，他在聲明中表示：「在這一生當中，我沒有什麼遺憾，因為我現在的成就已經超越了當時的夢想，因此我帶著一顆滿足和感激的心結束我在羽球世界的職業生涯。」

## 技術及評價
在2018年期间，他曾与队友拿得2018年亞運會男雙金牌、2017年世界羽聯超級系列賽總決賽冠军，以及兩度夺得全英羽毛球公开锦标赛冠军等，更當選印尼體育大獎「年度最佳運動員」。

## 主要比賽成績
只列出曾進入準決賽的國際賽事成績：
| 年份   | 賽事                     | 公開賽級別 | 項目     | 拍檔                            | 成績   |
| ------ | ------------------------ | ---------- | -------- | ------------------------------- | ------ |
| 2009年 | 維多利亞羽毛球未來系列賽 | 未來系列賽 | 男子單打 | －                              | 冠軍   |
| 2010年 | 新加坡羽毛球國際系列賽   | 國際系列賽 | 男子雙打 | 克里斯托弗·鲁斯迪安托           | 準決賽 |
| 2010年 | 馬來西亞羽毛球國際挑戰賽 | 國際挑戰賽 | 男子雙打 | 克里斯托弗·鲁斯迪安托           | 準決賽 |
| 2011年 | 新加坡羽毛球國際系列賽   | 國際系列賽 | 男子雙打 | 阿格里皮纳·普里玛·罗曼托·普特拉 | 冠軍   |
| 2012年 | 伊朗羽毛球國際挑戰賽     | 國際挑戰賽 | 男子雙打 | 阿格里皮纳·普里玛·罗曼托·普特拉 | 冠軍   |
| 2012年 | 越南羽毛球國際挑戰賽     | 國際挑戰賽 | 男子雙打 | 阿格里皮纳·普里玛·罗曼托·普特拉 | 亞軍   |
| 2012年 | 大阪羽毛球國際挑戰賽     | 國際挑戰賽 | 男子雙打 | 阿格里皮纳·普里玛·罗曼托·普特拉 | 亞軍   |
| 2012年 | 印度羽毛球黃金大獎賽     | 黃金大獎賽 | 男子雙打 | 阿格里皮纳·普里玛·罗曼托·普特拉 | 準決賽 |
| 2013年 | 馬來西亞羽毛球黃金大獎賽 | 黃金大獎賽 | 混合雙打 | 阿普萨西·普特里·勒杰萨·瓦里拉   | 準決賽 |
| 2013年 | 印尼羽毛球黃金大獎賽     | 黃金大獎賽 | 男子雙打 | 马尔基斯·基多                   | 準決賽 |
| 2013年 | 法國羽毛球超級賽         | 超級賽     | 男子雙打 | 马尔基斯·基多                   | 冠軍   |
| 2014年 | 全英羽毛球首要超級賽     | 首要超級賽 | 男子雙打 | 马尔基斯·基多                   | 準決賽 |
| 2014年 | 馬來西亞羽毛球黃金大獎賽 | 黃金大獎賽 | 男子雙打 | 马尔基斯·基多                   | 準決賽 |
| 2014年 | 印尼羽毛球大師賽         | 黃金大獎賽 | 男子雙打 | 马尔基斯·基多                   | 冠軍   |
| 2014年 | 土耳其羽毛球國際賽       | 國際系列賽 | 混合雙打 | 加夫列拉·斯托伊娃               | 亞軍   |
| 2015年 | 瑞士羽毛球黃金大獎賽     | 黃金大獎賽 | 男子雙打 | 凯文·桑加亚·苏卡穆约            | 準決賽 |
| 2015年 | 東南亞運動會羽毛球比賽   | 其他       | 男子團體 | －                              | 金牌   |
| 2015年 | 東南亞運動會羽毛球比賽   | 其他       | 男子雙打 | 凯文·桑加亚·苏卡穆约            | 銀牌   |
| 2015年 | 中華台北羽毛球黃金大獎賽 | 黃金大獎賽 | 男子雙打 | 凯文·桑加亚·苏卡穆约            | 亞軍   |
| 2015年 | 越南羽毛球大獎賽         | 大獎賽     | 男子雙打 | 凯文·桑加亚·苏卡穆约            | 準決賽 |
| 2015年 | 泰國羽毛球黃金大獎賽     | 黃金大獎賽 | 男子雙打 | 凯文·桑加亚·苏卡穆约            | 準決賽 |
| 2015年 | 中華台北羽毛球大獎賽     | 大獎賽     | 男子雙打 | 凯文·桑加亚·苏卡穆约            | 冠軍   |
| 2016年 | 馬來西亞羽毛球大師賽     | 黃金大獎賽 | 男子雙打 | 凯文·桑加亚·苏卡穆约            | 冠軍   |
| 2016年 | 印度羽毛球超级賽         | 超級賽     | 男子雙打 | 凯文·桑加亚·苏卡穆约            | 冠軍   |
| 2016年 | 湯姆斯盃                 | 其他       | 男子團體 | －                              | 亞軍   |
| 2016年 | 澳洲羽毛球超級賽         | 超級賽     | 男子雙打 | 凯文·桑加亚·苏卡穆约            | 冠軍   |
| 2016年 | 中國羽毛球首要超級賽     | 首要超級賽 | 男子雙打 | 凯文·桑加亚·苏卡穆约            | 冠軍   |
| 2017年 | 全英羽毛球首要超級賽     | 首要超級賽 | 男子雙打 | 凯文·桑加亚·苏卡穆约            | 冠軍   |
| 2017年 | 印度羽毛球超级賽         | 超級賽     | 男子雙打 | 凯文·桑加亚·苏卡穆约            | 冠軍   |
| 2017年 | 馬來西亞羽毛球首要超級賽 | 首要超級賽 | 男子雙打 | 凯文·桑加亚·苏卡穆约            | 冠軍   |
| 2017年 | 新加坡羽毛球超级賽       | 超級賽     | 男子雙打 | 凯文·桑加亚·苏卡穆约            | 準決賽 |
| 2017年 | 韓國羽毛球超級賽         | 超級賽     | 男子雙打 | 凯文·桑加亚·苏卡穆约            | 亞軍   |
| 2017年 | 日本羽毛球超級賽         | 超級賽     | 男子雙打 | 凯文·桑加亚·苏卡穆约            | 冠軍   |
| 2017年 | 丹麥羽毛球首要超級賽     | 首要超級賽 | 男子雙打 | 凯文·桑加亚·苏卡穆约            | 亞軍   |
| 2017年 | 中國羽毛球首要超級賽     | 首要超級賽 | 男子雙打 | 凯文·桑加亚·苏卡穆约            | 冠軍   |
| 2017年 | 香港羽毛球超級賽         | 超級賽     | 男子雙打 | 凯文·桑加亚·苏卡穆约            | 冠軍   |
| 2017年 | 世界羽聯超級系列賽總決賽 | 首要超級賽 | 男子雙打 | 凯文·桑加亚·苏卡穆约            | 冠軍   |
| 2018年 | 印尼羽毛球大師賽         | 超級500賽  | 男子雙打 | 凯文·桑加亚·苏卡穆约            | 冠軍   |
| 2018年 | 印度羽毛球公開賽         | 超級500賽  | 男子雙打 | 凯文·桑加亚·苏卡穆约            | 冠軍   |
| 2018年 | 亞洲羽毛球團體錦標賽     | 其他       | 男子團體 | －                              | 冠軍   |
| 2018年 | 全英羽毛球公開賽         | 超級1000賽 | 男子雙打 | 凯文·桑加亚·苏卡穆约            | 冠軍   |
| 2018年 | 湯姆斯盃                 | 其他       | 男子團體 | －                              | 季軍   |
| 2018年 | 印尼羽毛球公開賽         | 超級1000賽 | 男子雙打 | 凯文·桑加亚·苏卡穆约            | 冠軍   |
| 2018年 | 亞洲運動會羽毛球比賽     | 其他       | 男子團體 | －                              | 銀牌   |
| 2018年 | 亞洲運動會羽毛球比賽     | 其他       | 男子雙打 | 凯文·桑加亚·苏卡穆约            | 金牌   |
| 2018年 | 日本羽球公開賽           | 超級750賽  | 男子雙打 | 凯文·桑加亚·苏卡穆约            | 冠軍   |
| 2018年 | 中國羽毛球公開賽         | 超級1000賽 | 男子雙打 | 凯文·桑加亚·苏卡穆约            | 準決賽 |
| 2018年 | 丹麥羽毛球公開賽         | 超級750賽  | 男子雙打 | 凯文·桑加亚·苏卡穆约            | 冠軍   |
| 2018年 | 法國羽毛球公開賽         | 超級750賽  | 男子雙打 | 凯文·桑加亚·苏卡穆约            | 亞軍   |
| 2018年 | 中國福州羽毛球公開賽     | 超級750賽  | 男子雙打 | 凯文·桑加亚·苏卡穆约            | 冠軍   |
| 2018年 | 香港羽毛球公開賽         | 超級500賽  | 男子雙打 | 凯文·桑加亚·苏卡穆约            | 冠軍   |
| 2019年 | 馬來西亞羽毛球大師賽     | 超級500賽  | 男子雙打 | 凯文·桑加亚·苏卡穆约            | 冠軍   |
| 2019年 | 印尼羽球大師賽           | 超級500賽  | 男子雙打 | 凯文·桑加亚·苏卡穆约            | 冠軍   |
| 2019年 | 新加坡羽球公開賽         | 超級500賽  | 男子雙打 | 凯文·桑加亚·苏卡穆约            | 準決賽 |
| 2019年 | 亞洲羽毛球錦標賽         | 其他       | 男子雙打 | 凯文·桑加亚·苏卡穆约            | 亞軍   |
| 2019年 | 蘇迪曼盃                 | 其他       | 混合團體 | －                              | 季軍   |
| 2019年 | 印尼羽球公開賽           | 超級1000賽 | 男子雙打 | 凯文·桑加亚·苏卡穆约            | 冠軍   |
| 2019年 | 日本羽毛球公開賽         | 超級750賽  | 男子雙打 | 凯文·桑加亚·苏卡穆约            | 冠軍   |
| 2019年 | 中國羽毛球公開賽         | 超級1000賽 | 男子雙打 | 凯文·桑加亚·苏卡穆约            | 冠軍   |
| 2019年 | 丹麥羽毛球公開賽         | 超級750賽  | 男子雙打 | 凯文·桑加亚·苏卡穆约            | 冠軍   |
| 2019年 | 法國羽毛球公開賽         | 超級750賽  | 男子雙打 | 凯文·桑加亚·苏卡穆约            | 冠軍   |
| 2019年 | 中國福州羽毛球公開賽     | 超級750賽  | 男子雙打 | 凯文·桑加亚·苏卡穆约            | 冠軍   |
| 2019年 | 世界羽聯世界巡迴賽總決賽 | 總決賽     | 男子雙打 | 凯文·桑加亚·苏卡穆约            | 準決賽 |
| 2020年 | 印度尼西亞羽毛球大師賽   | 超級500賽  | 男子雙打 | 凯文·桑加亚·苏卡穆约            | 冠軍   |
| 2020年 | 亞洲羽毛球團體錦標賽     | 其他       | 男子團體 | －                              | 冠軍   |
| 2020年 | 全英羽毛球公開賽         | 超級1000賽 | 男子雙打 | 凯文·桑加亚·苏卡穆约            | 亞軍   |
| 2021年 | 湯姆斯盃                 | 其他       | 男子團體 | －                              | 冠軍   |
| 2021年 | 法國羽毛球公開賽         | 超級750賽  | 男子雙打 | 凯文·桑加亚·苏卡穆约            | 亞軍   |
| 2021年 | 海洛羽毛球公開賽         | 超級500賽  | 男子雙打 | 凯文·桑加亚·苏卡穆约            | 冠軍   |
| 2021年 | 印尼羽毛球大師賽         | 超級750賽  | 男子雙打 | 凯文·桑加亚·苏卡穆约            | 亞軍   |
| 2021年 | 印尼羽毛球公開賽         | 超級1000賽 | 男子雙打 | 凯文·桑加亚·苏卡穆约            | 冠軍   |
| 2021年 | 世界羽聯世界巡迴賽總決賽 | 總決賽     | 男子雙打 | 凯文·桑加亚·苏卡穆约            | 亞軍   |
| 2022年 | 全英羽毛球公開賽         | 超級1000賽 | 男子雙打 | 凯文·桑加亚·苏卡穆约            | 準決賽 |
| 2022年 | 印尼羽毛球大师赛         | 超級500賽  | 男子雙打 | 凯文·桑加亚·苏卡穆约            | 準決賽 |
| 2022年 | 丹麥羽毛球公開賽         | 超級750賽  | 男子雙打 | 凱文·桑加亞·蘇卡穆約            | 亞軍   |
| 2023年 | 泰國羽毛球公開賽         | 超級500賽  | 男子雙打 | 凱文·桑加亞·蘇卡穆約            | 準決賽 |

| 2007-2017年 | 首要超級賽 | 超級賽 | 黃金大獎賽 | 大獎賽 | 國際挑戰賽 | 國際系列賽 | 未來系列賽 | 其他 |

| 2018-2026年 | 總決賽 | 超級1000賽 | 超級750賽 | 超級500賽 | 超級300賽 | 超級100賽 | 國際挑戰賽 | 國際系列賽 | 未來系列賽 | 其他 |

### 奧運會和世錦賽參賽紀錄
|          | 搭檔                     | 2014 | 2015 | 2016 | 2017 | 2018 | 2019 | 2020 | 2021  | 2022 |
| -------- | ------------------------ | ---- | ---- | ---- | ---- | ---- | ---- | ---- | ----- | ---- |
| 男子雙打 | 马尔基斯·基多            | 16強 | －   | －   | －   | －   | －   | －   | －    | －   |
| 男子雙打 | 凯文·桑加亚·苏卡穆约     | －   | －   | －   | 8強  | 8強  | 32強 | 8強  | 32強1 | 16強 |
|          |                          |      |      |      |      |      |      |      |       |      |
| 混合雙打 | 里基·艾美莉雅·普拉蒂普塔 | 48強 | －   | －   | －   | －   | －   | －   | －    | －   |

1 賽前退賽

### 世界冠軍頭銜
马库斯·费尔纳尔迪·吉德翁在羽毛球生涯中共奪得1項羽毛球世界冠軍頭銜。
| 賽事     | 奪冠次數 | 年份               |
| -------- | -------- | ------------------ |
| 湯姆斯盃 | 1        | 2020年（男子團體） |
| 總計     | 1        |                    |

## 主要对賽记录
马库斯·费尔纳尔迪·吉德翁與主要對手的對賽成績如下（只列出對賽五次或以上對手，截至2023年6月8日）：
男雙 - 凯文·桑加亚·苏卡穆约
| 對手                                             | 對賽次數 | 對賽結果 | 對賽結果 | 總計 |
| 對手                                             | 對賽次數 | 勝       | 負       | 總計 |
| ------------------------------------------------ | -------- | -------- | -------- | ---- |
| 穆罕默德·阿赫桑 亨德拉·塞蒂亞萬                  | 13       | 11       | 2        | +9   |
| 法賈·阿爾弗蘭 穆罕默德·里安·阿利安托             | 10       | 6        | 4        | +2   |
| 里奇·卡兰达·苏华迪 安加·普拉塔玛                 | 6        | 6        | 0        | +6   |
| 瓦赫尤·那亚卡·阿亚·邦卡亚尼拉 阿迪·尤苏夫·桑托索 | 6        | 5        | 1        | +4   |

| 對手                                   | 對賽次數 | 對賽結果 | 對賽結果 | 總計 |
| 對手                                   | 對賽次數 | 勝       | 負       | 總計 |
| -------------------------------------- | -------- | -------- | -------- | ---- |
| 嘉村健士 園田啟悟                      | 16       | 11       | 5        | +6   |
| 保木卓朗 小林優吾                      | 15       | 11       | 4        | +7   |
| 李俊慧 劉雨辰                          | 13       | 11       | 2        | +9   |
| 薩維克賽拉吉·蘭基雷迪 奇拉格·謝提      | 11       | 11       | 0        | +11  |
| 謝定峰 蘇偉譯                          | 11       | 9        | 2        | +7   |
| 金·阿斯特魯普 安德斯·斯考勞普·拉斯姆森 | 10       | 9        | 1        | +8   |
| 瑪蒂亞斯·鮑伊 卡斯騰·摩根森            | 9        | 5        | 4        | +1   |
| 井上拓斗 金子祐樹                      | 8        | 8        | 0        | +8   |
| 吳蔚昇 陳蔚強                          | 8        | 7        | 1        | +6   |
| 何濟霆 譚強                            | 8        | 7        | 1        | +6   |
| 馬德斯·康拉德-彼德森 馬德斯·科爾丁     | 8        | 6        | 2        | +4   |
| 李哲輝 李洋                            | 8        | 6        | 2        | +4   |
| 遠藤大由 渡邊勇大                      | 8        | 2        | 6        | -4   |
| 王耀新 張禦宇                          | 7        | 7        | 0        | +7   |
| 弗拉基米爾·伊萬諾夫 伊萬·索松諾夫      | 7        | 7        | 0        | +7   |
| 劉成 張楠                              | 7        | 5        | 2        | +3   |
| 韓呈愷 周昊東                          | 7        | 4        | 3        | +1   |
| 馬克·拉姆斯富斯 馬文·塞德爾            | 6        | 6        | 0        | +6   |
| 李洋 王齊麟                            | 6        | 5        | 1        | +4   |
| 馬庫斯·埃利斯 克裡斯·蘭格瑞奇          | 5        | 5        | 0        | +5   |
| 陳宏麟 王齊麟                          | 5        | 5        | 0        | +5   |
| 李勝木 蔡佳欣                          | 5        | 3        | 2        | +1   |
| 柴飈 洪煒                              | 5        | 3        | 2        | +1   |